# Józef Feldman
Józef Feldman, född 1 juli 1899, död 16 juni 1946, var en polsk historiker.
Józef Feldman blev docent i nutidens historia vid Krakóws universitet 1927, och kom i sin vetenskapliga verksamhet bland annat att syssla med de svensk-polska relationerna. Hans arbete kom att bidra även till den svenska forskningen, då han i stor utsträckning utnyttjade tidigare okänt källmaterial. Bland hans publicerade arbeten märks Sprawa dysydencka za Augusta II (Dissidentfrågan under August II, 1924), Polska w dobie wielkiej wojny północnej (Polen under stora nordiska kriget, 1925), Czasy saskie(Sachsiska tidevarvet, 1928), Dziesięciolecie badań historycznych w Polsce odrodzonej (Tio år historisk forskning i det återuppståndna Polen, 1929) och Na przełomie stosunków polsko-francuskich 1774—1787 (Brytningstiden i de polsk-franska förhållandena, 1935). Ett stort antal smärre arbeten publicerades i spridda facktidskrifter såsom Kwartalnik historyczny, Pamiętnik, Zjazdu historyköw polskich, Przegląd powszechny, Przegląd współczesny och Straźnica zachodnia”.